# Real Audiencia di Santa Fé de Bogotá

Audienze Reali del Vicereame del Perù, verso il 1650:
1) Real Audiencia de Panamá
2) Real Audiencia de Santa Fe de Bogotá
3) Real Audiencia de Quito
4) Real Audiencia de Lima
5) Real Audiencia de Charcas
6) Real Audiencia de Chile.

La Audiencia y Cancillería Real de Santafé, o Santa Fe, fu una Real Audiencia della Corona spagnola nel territorio del Nuovo Regno di Granada. Fu istituita presso Santa Fé de Bogotá nel 1549.. Fino alla costituzione definitiva del Vicereame di Nuova Granada nel 1739, il suo territorio di giurisdizione faceva parte amministrativamente del Vicereame del Perù, ma nella pratica trattava direttamente con il Consiglio delle Indie e con la Spagna.
Inizialmente, questa Reale Audiencia aveva il compito di amministrare e pacificare il territorio; tuttavia, tra il 1564 e il 1717, ebbe un presidente a cui vennero conferite anche funzioni governative.